# Plitvica
Plitvica – miejscowość w Słowenii w gminie Apače.